# Назина, Вера Ивановна
Назина Вера Ивановна (26 апреля 1931, Ленинград, СССР) — российский художник, живописец, график, член Санкт-Петербургского Союза художников (до 1992 года — Ленинградской организации Союза художников РСФСР).

## Биография
Назина Вера Ивановна родилась 26 апреля 1931 года в Ленинграде. В 1945—1946 годах занималась в изостудии Дома пионеров и школьников Дзержинского района. В 1947 поступила на факультет керамики Высшего художественно-промышленного училища имени В. И. Мухиной. В 1950 перевелась на отделение монументально-декоративной живописи. Занималась у Ивана Степашкина, Петра Бучкина, Глеба Савинова. В 1955 окончила ЛВХПУ имени В. И. Мухиной, представив дипломную работу — эскиз панно «Юные мичуринцы» для кинотеатра «Родина» в Ленинграде, выполненную под руководством И. Степашкина и К. Иогансена.
Участвовала в выставках с 1958 года, экспонируя свои работы вместе с произведениями ведущих мастеров изобразительного искусства Ленинграда. В 1960 была принята в члены Ленинградского Союза художников (с 1992 года — Санкт-Петербургского Союза художников). Писала портреты, пейзажи, интерьеры, натюрморты, жанровые картины. Работала в технике темперной и масляной живописи. Персональная выставка произведений была показана в Ленинградском Союзе художников в 1984 году. Вместе с мужем Виктором Шарановичем, сокурсником по ЛВХПУ, в 1950-1980-е годы подолгу жила и работала в Архангельской области.
Ведущими темами творчества Веры Назиной являются детские образы, люди и быт северной русской деревни. Письмо широкое, цвет декоративно-плоскостный, с преобладанием красных и розовых тонов, пронизывающих и объединяющих колорит произведения. Среди произведений, созданных Назиной, картины «Белая ночь. Выпускники» (1959), «Наденька» (1960), «В театр», «Белые ночи», «Завтрак» (все 1961), «С зонтиком» (1962), «Утром» (1963), «Портрет дочери», «Портрет Саши Ахалина» (обе 1964), «Наш сад» (1967), «Летний натюрморт» (1968), «Г. Л. Дьяченко, пастух совхоза «Маяк» с внучкой» (1969), «На крыльце», «Дети» (обе 1970), «Бальзамины», «Цветы и щенок», «Лена», «Глоксиния» (все 1971), «Г. И. Ильина, одна из первых колхозниц на Ояти» (1972), «Агроном Рая Дранникова», «Портрет Люды Н.» (обе 1973), «Первая редиска», «Перед выступлением», «Ветеран В. М. Битюгин и его мать» (все 1975), «В лесу» (1976), «Окно» (1978), «Счастливая пора» (1980), «Моя мастерская» (1987), «У бабушки» (1997) и другие.
Произведения В. И. Назиной находятся в музеях и частных собраниях в России, Франции, Японии, США, Финляндии и других странах.

## Выставки
- 1960 год (Ленинград): Выставка произведений ленинградских художников 1960 года.
- 1960 год (Ленинград): Выставка произведений ленинградских художников.
- 1961 год (Ленинград): «Выставка произведений ленинградских художников» открылась в залах Государственного Русского музея.
- 1962 год (Ленинград): "Осенняя выставка произведений ленинградских художников".
- 1964 год (Ленинград): Ленинград. Зональная выставка.
- 1965 год (Ленинград): Весенняя выставка произведений ленинградских художников.
- 1967 год (Москва): Советская Россия. Третья Республиканская художественная выставка.
- 1971 год (Ленинград): Наш современник. Каталог выставки произведений ленинградских художников 1971 года.
- 1972 год (Ленинград): Наш современник. Вторая выставка произведений ленинградских художников.
- 1973 год (Ленинград): Наш современник. Третья выставка произведений ленинградских художников.
- 1973 год (Ленинград): Осенняя выставка произведений ленинградских художников.
- 1974 год (Ленинград): Весенняя выставка произведений ленинградских художников.
- 1975 год (Ленинград): Выставка произведений художников-женщин Ленинграда.
- 1975 год (Ленинград): Наш современник. Зональная выставка произведений ленинградских художников.
- 1976 год (Ленинград): Портрет современника. Пятая выставка произведений ленинградских художников.
- 1976 год (Москва): Изобразительное искусство Ленинграда.
- 1977 год (Ленинград): Выставка произведений ленинградских художников, посвящённая 60-летию Великого Октября.
- 1978 год (Ленинград): Осенняя выставка произведений ленинградских художников.
- 1980 год (Ленинград): Зональная выставка произведений ленинградских художников.
- 1988 год (Ленинград): Выставка произведений живописи художников Российской Федерации "Интерьер и натюрморт".
- 1995 год (Петербург): Лирика в произведениях художников военного поколения. Живопись. Графика.
- 1997 год (Петербург): Связь времён. 1932-1997. Художники — члены Санкт-Петербургского Союза художников России.